# Division 1 2001-2002
La Division 1 2001-2002 è stata la 64ª edizione della massima serie del campionato francese di calcio, disputata tra il 27 luglio 2001 e il 4 maggio 2002 e conclusasi con la vittoria dell'Olympique Lione, al suo primo titolo. È stata anche l'ultima edizione del campionato prima della nuova denominazione in Ligue 1.
Capocannonieri del torneo sono stati Djibril Cissé (Auxerre) e Pauleta (Bordeaux) con 22 reti.

## Stagione

### Novità
A sostituire Tolosa, Saint-Étienne e Strasburgo, retrocesse nella stagione precedente, sono Sochaux, Lorient e Montpellier.
È stata l'ultima edizione gestita dalla LNP sotto la denominazione Division 1 e con il formato a diciotto squadre. In previsione del passaggio al torneo a venti squadre, in questa stagione sono state le ultime due (anziché tre) classificate a retrocedere.

### Formula
Le diciotto squadre partecipanti si sono sfidate in un torneo organizzato in partite di andata e ritorno per un totale di 34 incontri per ogni squadra. A ogni partita sono assegnati 3 punti alla squadra vincitrice e 0 punti alla squadra sconfitta, 1 punto a ciascuna squadra in caso di pareggio.
Le squadre qualificate alle coppe europee sono otto. Le prime tre squadre in classifica sono ammesse alla Champions League 2002-2003, con le prime due qualificate alla fase a gironi e la terza al terzo turno preliminare. La quarta classificata, assieme alle vincitrici di Coupe de France 2001-2002 e Coupe de la Ligue 2001-2002, è qualificata al primo turno della Coppa UEFA 2002-2003. La quinta, la sesta e la settima classificata sono ammesse alla Coppa Intertoto 2002, con la quinta che si qualifica al terzo turno eliminatorio, mentre la sesta e la settima accedono al secondo turno eliminatorio.

### Avvenimenti
Ottenendo punteggio pieno nei primi quattro turni, il Lens andò subito in vetta per poi venir raggiunto dal gruppo delle inseguitrici, formato da Auxerre, Olympique Lione e Lilla. Questi ultimi emersero alla decima giornata, ma subirono l'immediato controsorpasso del Lens, che successivamente prese il largo, arrivando al giro di boa con cinque punti di distacco sulle seconde.
Nel girone di ritorno il Lens, nonostante alcuni cali, rimase saldamente in vetta alla classifica mentre le inseguitrici si arrendevano gradualmente, lasciando alla ventesima giornata l'Olympique Lione come unica avversaria dei Sang et Or. A partire dalla ventottesima giornata, il Lens cominciò ad accusare un calo nelle prestazioni, totalizzando cinque punti in altrettante giornate; pur non approfittandone pienamente, i Gones arrivarono alla vigilia dell'ultima giornata con un punto di distacco e con lo scontro diretto ancora da giocare. L'ultimo atto del campionato, disputatosi il 4 maggio 2002, vide i Gones prevalere per 3-1, ottenendo il primo titolo del proprio palmarès e aprendo un periodo di dominio in ambito nazionale che durerà fino alla stagione 2007-2008.
Sempre all'ultima giornata furono decisi i verdetti in chiave europea: l'Auxerre ottenne l'accesso al turno preliminare di Champions League, vincendo la concorrenza del Paris Saint-Germain, a cui spetto l'accesso in Coppa UEFA. L'ultimo posto valevole per la qualificazione in Coppa Intertoto fu invece appannaggio del Sochaux, che vinse la concorrenza dell'Olympique Marsiglia.
A fondo classifica, il Guingamp scongiurò all'ultimo turno il pericolo della retrocessione, approfittando del contemporaneo pareggio delle altre due concorrenti alla salvezza, il Metz e i vincitori della Coppa di Francia del Lorient.

## Classifica finale
|  | Pos. | Squadra             | Pt | G  | V  | N  | P  | GF | GS | DR  |
|  | ---- | ------------------- | -- | -- | -- | -- | -- | -- | -- | --- |
|  | 1.   | Olympique Lione     | 66 | 34 | 20 | 6  | 8  | 62 | 32 | +30 |
|  | 2.   | Lens                | 64 | 34 | 18 | 10 | 6  | 55 | 30 | +25 |
|  | 3.   | Auxerre             | 59 | 34 | 16 | 11 | 7  | 48 | 38 | +10 |
|  | 4.   | Paris Saint-Germain | 58 | 34 | 15 | 13 | 6  | 43 | 24 | +19 |
|  | 5.   | Lilla               | 56 | 34 | 15 | 11 | 8  | 39 | 32 | +7  |
|  | 6.   | Bordeaux            | 50 | 34 | 14 | 8  | 12 | 34 | 31 | +3  |
|  | 7.   | Troyes              | 47 | 34 | 13 | 8  | 13 | 40 | 35 | +5  |
|  | 8.   | Sochaux             | 46 | 34 | 12 | 10 | 12 | 41 | 40 | +1  |
|  | 9.   | Olympique Marsiglia | 44 | 34 | 11 | 11 | 12 | 34 | 39 | -5  |
|  | 10.  | Nantes              | 43 | 34 | 12 | 7  | 15 | 35 | 41 | -6  |
|  | 11.  | Bastia              | 41 | 34 | 12 | 5  | 17 | 38 | 44 | -6  |
|  | 12.  | Rennes              | 41 | 34 | 11 | 8  | 15 | 40 | 51 | -11 |
|  | 13.  | Montpellier         | 40 | 34 | 9  | 13 | 12 | 28 | 31 | -3  |
|  | 14.  | Sedan               | 39 | 34 | 8  | 15 | 11 | 35 | 39 | -4  |
|  | 15.  | Monaco              | 39 | 34 | 9  | 12 | 13 | 36 | 41 | -5  |
|  | 16.  | Guingamp            | 35 | 34 | 9  | 8  | 17 | 34 | 57 | -23 |
|  | 17.  | Metz                | 33 | 34 | 9  | 6  | 19 | 31 | 47 | -16 |
|  | 18.  | Lorient             | 31 | 34 | 7  | 10 | 17 | 43 | 64 | -21 |

Legenda:
      Campione di Francia e ammessa alla fase a gironi della UEFA Champions League 2002-2003
      Ammessa alla fase a gironi della UEFA Champions League 2002-2003
      Ammessa al terzo turno di qualificazione della UEFA Champions League 2002-2003
      Ammesse al primo turno della Coppa UEFA 2002-2003
      Ammessa al terzo turno preliminare della Coppa Intertoto 2002
      Ammesse al secondo turno preliminare della Coppa Intertoto 2002
      Retrocesse in Division 2 2002-2003.
Note:
Tre punti a vittoria, uno a pareggio, zero a sconfitta.
In caso di arrivo di due o più squadre a pari punti, la graduatoria verrà stilata secondo la classifica avulsa tra le squadre interessate che prevede, in ordine, i seguenti criteri:
- Migliore differenza reti generale
- Maggior numero di reti realizzate in generale
- Migliore differenza reti negli scontri diretti
- Miglior piazzamento nel Classement du fair-play (un punto per calciatore ammonito; tre punti per calciatore espulso).

### Squadra campione
| Formazione tipo | Giocatori (presenze)      |
| --- | ------------------------- |
| Coupet Edmílson Müller Bréchet Deflandre Violeau Carrière Juninho Anderson Laigle Govou | Grégory Coupet (38)       |
| Coupet Edmílson Müller Bréchet Deflandre Violeau Carrière Juninho Anderson Laigle Govou | Edmílson (18)             |
| Coupet Edmílson Müller Bréchet Deflandre Violeau Carrière Juninho Anderson Laigle Govou | Patrick Müller (30)       |
| Coupet Edmílson Müller Bréchet Deflandre Violeau Carrière Juninho Anderson Laigle Govou | Jérémie Bréchet (28)      |
| Coupet Edmílson Müller Bréchet Deflandre Violeau Carrière Juninho Anderson Laigle Govou | Éric Deflandre (21)       |
| Coupet Edmílson Müller Bréchet Deflandre Violeau Carrière Juninho Anderson Laigle Govou | Philippe Violeau (30)     |
| Coupet Edmílson Müller Bréchet Deflandre Violeau Carrière Juninho Anderson Laigle Govou | Juninho Pernambucano (29) |
| Coupet Edmílson Müller Bréchet Deflandre Violeau Carrière Juninho Anderson Laigle Govou | Éric Carrière (27)        |
| Coupet Edmílson Müller Bréchet Deflandre Violeau Carrière Juninho Anderson Laigle Govou | Sonny Anderson (25)       |
| Coupet Edmílson Müller Bréchet Deflandre Violeau Carrière Juninho Anderson Laigle Govou | Pierre Laigle (27)        |
| Coupet Edmílson Müller Bréchet Deflandre Violeau Carrière Juninho Anderson Laigle Govou | Sidney Govou (28)         |
| Altri giocatori: David Linarès (27), Christophe Delmotte (26), Péguy Luyindula (21), Jean-Marc Chanelet (19), Marc-Vivien Foé (18), Frédéric Née (18), Cláudio Caçapa (15), Florent Laville (13), Steve Marlet (5), Jacek Bąk (1), Bryan Bergougnoux (1), Yohan Gomez (1), Alexandre Hauw (1) |                           |

## Statistiche

### Squadre

#### Capoliste solitarie
|    | —— | ——   | ——   | ——   | —— | —— | —— | —— | ——    | ——   | ——   | ——   | ——   | ——   | ——   | ——   | ——   | ——   | ——   | ——   | ——   | ——   | ——   | ——   | ——   | ——   | ——   | ——   | ——   | ——   | ——   | ——   | ——       | —— |  |
|    |    | Lens | Lens | Lens |    |    |    |    | Lilla | Lens | Lens | Lens | Lens | Lens | Lens | Lens | Lens | Lens | Lens | Lens | Lens | Lens | Lens | Lens | Lens | Lens | Lens | Lens | Lens | Lens | Lens | Lens | O. Lione |    |  |
|    |    |      |      |      |    |    |    |    |       |      |      |      |      |      |      |      |      |      |      |      |      |      |      |      |      |      |      |      |      |      |      |      |          |    |  |
|    |    |      |      |      |    |    |    |    |       |      |      |      |      |      |      |      |      |      |      |      |      |      |      |      |      |      |      |      |      |      |      |      |          |    |  |
| 1ª | 2ª | 3ª   | 4ª   | 5ª   | 6ª | 7ª | 8ª | 9ª | 10ª   | 11ª  | 12ª  | 13ª  | 14ª  | 15ª  | 16ª  | 17ª  | 18ª  | 19ª  | 20ª  | 21ª  | 22ª  | 23ª  | 24ª  | 25ª  | 26ª  | 27ª  | 28ª  | 29ª  | 30ª  | 31ª  | 32ª  | 33ª  | 34ª      |    |  |

#### Primati stagionali
Squadre
- Maggior numero di vittorie: Olympique Lione (20)
- Minor numero di sconfitte: Lens, Paris Saint-Germain (6)
- Migliore attacco: Olympique Lione (62)
- Miglior difesa: Paris Saint-Germain (24)
- Miglior differenza reti: Olympique Lione (+30)
- Maggior numero di pareggi: Sedan (15)
- Minor numero di pareggi: Bastia (5)
- Maggior numero di sconfitte: Metz (19)
- Minor numero di vittorie: Lorient (7)
- Peggior attacco: Montpellier (28)
- Peggior difesa: Lorient (64)
- Peggior differenza reti: Guingamp (-23)

### Individuali

#### Classifica marcatori
| Gol | Rigori |  | Giocatore               | Squadra                  |
| --- | ------ |  | ----------------------- | ------------------------ |
| 22  |        |  | Djibril Cissé           | Auxerre                  |
| 22  | 5      |  | Pauleta                 | Bordeaux                 |
| 19  | 3      |  | Jean-Claude Darcheville | Lorient                  |
| 15  |        |  | Nicolas Goussé          | Troyes                   |
| 14  | 3      |  | Pierre-Alain Frau       | Sochaux                  |
| 14  | 3      |  | Shabani Nonda           | Monaco                   |
| 14  | 2      |  | Sonny Anderson          | Olympique Lione          |
| 14  | 5      |  | Tony Vairelles          | Bastia                   |
| 12  |        |  | Daniel Moreira          | Lens                     |
| 11  | 2      |  | Bruno Cheyrou           | Lilla                    |
| 10  | 2      |  | El-Hadji Diouf          | Lens                     |
| 10  |        |  | Sidney Govou            | Olympique Lione          |
| 9   |        |  | Dagui Bakari            | Lilla                    |
| 9   | 1      |  | Ronaldinho              | Paris Saint-Germain      |
| 9   |        |  | Lamine Sakho            | Olympique Marsiglia Lens |